# Competition and Markets Authority
La Competition and Markets Authority (CMA) è l'autorità principale per la regolamentazione della concorrenza nel Regno Unito. Si tratta di un dipartimento governativo non ministeriale del Regno Unito, responsabile della promozione di mercati competitivi e della lotta contro comportamenti sleali. La CMA è stata istituita in forma provvisoria il 1º ottobre 2013 e ha iniziato a operare pienamente il 1º aprile 2014, assumendo molte delle funzioni precedentemente svolte dalla Competition Commission e dall'Office of Fair Trading, che sono stati aboliti. La CMA ha anche responsabilità in materia di tutela dei consumatori e dal 2024, ha assunto nuove competenze nella regolamentazione dei mercati digitali in base al Digital Markets, Competition and Consumers Act 2024.
La CMA, insieme alla Commissione Europea, al Dipartimento di Giustizia degli Stati Uniti e alla Federal Trade Commission, è un'autorità antitrust di rilevanza globale.

## Storia
Il 15 marzo 2012, il Dipartimento per le Imprese, l’Innovazione e le Competenze (BIS) del governo del Regno Unito annunciò proposte per rafforzare la concorrenza nel Regno Unito attraverso la fusione dell’Office of Fair Trading e della Competition Commission, al fine di creare una nuova autorità unica: la Competition and Markets Authority (CMA). La costituzione della CMA è stata sancita nella Parte 3 dell’Enterprise and Regulatory Reform Act 2013, che ha ricevuto l’assenso reale il 25 aprile 2013.
Nel luglio 2012, Lord Currie è stato nominato presidente designato della CMA, e nel gennaio 2013, Alex Chisholm è stato nominato amministratore delegato .
Il 15 luglio 2013, il BIS annunciò la prima fase di una consultazione pubblica aperta e pubblicò un riepilogo che illustrava il contesto della consultazione, invitando a esprimere opinioni sulla bozza delle linee guida per la CMA. La prima fase della consultazione si concluse il 6 settembre 2013. Il 17 settembre, il BIS annunciò la seconda fase della consultazione, che si chiuse il 7 novembre 2013. In seguito a una consultazione pubblica, la CMA rese noto il regolamento procedurale applicabile ai gruppi responsabili di fusioni, analisi di mercato e riferimenti speciali in data 28 marzo 2014.
Il 12 agosto 2019, l’ufficio londinese della CMA si trasferì a The Cabot, 25 Cabot Square, nell’area di Canary Wharf a Londra.
Nel 2021, la CMA annunciò che avrebbe aperto sedi distaccate a Manchester e Darlington. L’ufficio di Manchester avrebbe ospitato la Digital Markets Unit, incaricata di "sovrintendere a un nuovo regime normativo per le imprese digitali più potenti", formando un “Digital Hub” insieme al Digital Regulation Co-operation Forum. L’ufficio di Darlington, parte del Darlington Economic Campus del governo britannico, sarebbe diventato la sede della Microeconomics Unit, responsabile della ricerca economica e delle funzioni di valutazione della CMA, inclusa la redazione del rapporto sullo Stato della Concorrenza. La Microeconomics Unit è concepita per integrare il ruolo della Banca d’Inghilterra in ambito macroeconomico e, nel luglio 2023, ha annunciato una partnership per la ricerca e lo sviluppo di competenze con il centro Durham Research in Economic Analysis and Mechanisms dell’Università di Durham.
Il 21 gennaio 2025, Marcus Bokkerink si è dimesso dalla carica di presidente della CMA, a seguito di disaccordi con i ministri del governo su come promuovere la crescita, la prosperità e le opportunità per il Regno Unito. Bokkerink sosteneva un approccio incentrato sull’empowerment dei consumatori, sulla promozione della concorrenza, sulla creazione di condizioni eque per nuovi entranti e attori già affermati, e sulla generazione di innovazione, crescita della produttività e investimenti diffusi nell’economia, il tutto garantito da un’autorità indipendente per la concorrenza e la tutela dei consumatori. È stato sostituito ad interim da Doug Gurr, ex amministratore delegato di Amazon UK.

## Responsabilità
In situazioni in cui la concorrenza potrebbe risultare sleale o la scelta dei consumatori potrebbe essere compromessa, la CMA è responsabile di:
- indagare sulle fusioni tra fase 1 e fase 2[16]
- condurre studi di mercato e indagini di mercato[17]
- indagare su possibili violazioni dei divieti contro gli accordi anticoncorrenziali secondo il Competition Act 1998
- avviare procedimenti penali contro individui che commettono reati di cartello
- far rispettare la normativa sulla protezione dei consumatori, in particolare la direttiva e i regolamenti sui termini abusivi nei contratti con i consumatori
- incoraggiare gli enti regolatori a utilizzare i loro poteri in materia di concorrenza
- esaminare riferimenti normativi e ricorsi